# Remigio Rivera
Remigio Rivera (1819-1881), era vecino de Magdalena de Kino y gracias a una rebelión de tinte conservador encabezada por el mayor Hilario Gabilondo a mediados de 1860 lo proclamó gobernador y comandante militar del Estado de Sonora. Se puso al frente de sus parciales, pero fueron prontamente atacados por las tropas del Estado y tuvo que refugiarse en Arizona. La ley de amnistía proclamada en 1862 lo excluyó; se negó a reconocer al Imperio, en cambio ayudó a los republicanos con algunos elementos y fue indultado por el gobernador Pesqueira el 22 de noviembre de 1866. Fue el codueño de las minas de Arizona y Planchas de Plata que fueron descubiertas en 1872, y murió en Hermosillo el 2 de octubre de 1881 a la edad de 62 años.